# Oberhausen (Weilheim-Schongau járás)
Oberhausen település Németországban, azon belül Bajorországban. Lakosainak száma 2179 fő (2023. december 31.). Oberhausen Huglfing és Polling községekkel határos.

## Népesség
A település népessége az elmúlt években az alábbi módon változott:
| Lakosok száma | 514  | 1201 | 1325 | 1503 | 2041 | 2065 | 2079 | 2085 | 2146 | 2179 |
|               | 1875 | 1950 | 1975 | 1987 | 2012 | 2014 | 2016 | 2017 | 2021 | 2023 |